# Крупа, Виктор
Ви́ктор Кру́па (словац. Viktor Krupa; 23 декабря 1936, Нове-Место-над-Вагом, Первая Чехословацкая Республика — 14 февраля 2021) — словацкий востоковед и переводчик. Специалист в области японистики и культуры Океании.

## Биография
В 1990—2006 годах — заведующий кабинетом ориенталистики Словацкой академии наук.
За время научной работы совершил несколько длительных заграничных командировок, в том числе на Гавайские острова и Новую Зеландию.
Среди работ В. Крупы многие были опубликованы на русском языке.

## Основные публикации
- Язык маори. 1968
- Полинезийские языки. 1975
- Гавайский язык. 1979
- Японские мифы. 1979